# Lasice dlouhoocasá
Lasice dlouhoocasá (Neogale frenata) je šelma z rodu Mustela z čeledi lasicovitých.

## Výskyt
Vyskytuje se na obou amerických kontinentech, od Kanady až po Peru a Bolívii. Lasice dlouhoocasá obývá mnoho různých biotopů od relativně chladných oblastí po tropické lesy. Vyhýbá se pouze suchým čistě pouštním oblastem.

## Popis
Má tmavě hnědou barvu se světlým (bílým, žlutým) pruhem na břiše a černou špičkou na ocase. Dosahuje délky 20 až 26 cm, délka ocasu je 8 až 15 cm. Váží 80 až 450 g.

## Charakteristika
Je to běžné zvíře, nejrozšířenější lasicovitá šelma západní polokoule. Žije samotářsky. Je to oportunistický predátor, který loví velkou škálu kořisti, přičemž nejčastěji jde o hlodavce, zajícovce a hmyzožravce. Doplňkovou kořist tvoří ptáci, plazi, hmyz, výjimečně i jiné malé lasicovité šelmy. Požírá i vejce. Průměrný dospělý jedinec uloví 3 až 4 kusy kořisti denně.

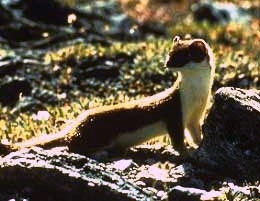